# Moritz Adolf Karl z Saksonii-Zeitz
Moritz Adolf Karl z Saksonii-Zeitz, niem. Moritz Adolf Karl von Sachsen-Zeitz, O.Melit. (ur. 1 grudnia 1702 w Neustadt nad Orlą, zm. 20 czerwca 1759 w Pöltenberg, obecnie Znojmo) – saski duchowny katolicki, biskup ordynariusz hradecki w latach 1732–1733, a następnie ordynariusz litomierzycki od 1733 roku, kanonik katedralny w Kolonii; książę Saksonii-Zeitz-Pegau-Neustadt od 1713 roku z dynastii Wettynów.

## Życiorys
Urodził się w 1702 roku na zamku Moritzburg w pobliżu Neustadt an der Orla jako syn księcia saskiego Fryderyka Henryka z Saksonii-Zeitz i jego żony Anny Friederiki Philippiny ze Szlezwika-Holsztynu-Sonderburg-Wiesenburg. Pochodził ze starego luterańskiego rodu, mimo to za namową swego stryja, arcybiskupa ostrzyhomskiego Christiana Augusta z Saksonii-Zeitz dokonał konwersji na katolicyzm w 1716 roku. 
W 1722 roku za jego sprawą został proboszczem parafii św. Filipa i św. Jakuba w Altötting w Bawarii. W 1719 roku został ponadto członkiem kapituły katedralnej w Kolonii. Święcenia kapłańskie otrzymał w 1725 roku, a trzy lata później mianowano go biskupem tytularnym Farsali w Tesalii. Konsekracja biskupia Moritza Adolfa miała miejsce 27 sierpnia 1730 roku w archikatedrze św. Wita w Pradze, a głównym konsekratorem był abp Franz Ferdinand von Kuenburg.
Będąc protegowanym panującego rodu Habsburgów, przymierzany był do objęcia jednej z diecezji w cesarstwie. W 1731 roku objął rządy w wakującej diecezji hradeckiej jako jej ordynariusz. Niedługo potem na własną prośbę został prekonizowany ordynariuszem litomierzyckim. W Litomierzycach utworzył własną kolekcję sztuki, przez co zadłużył diecezję. Często podróżując, bardzo rzadko przebywał na terenie diecezji, w związku z czym rządy w biskupstwie faktycznie sprawowali za niego wikariusze generalni: Regner, Fischer i Jarschel. Z ich inicjatywy utworzono w 1738 roku seminarium duchowne. Moritz Adolf Karl z Saksonii-Zeitz zmarł w 1759 roku w wieku 56 lat w Pöltenbergu koło Znojma.